# Friedrich Wilhelm von Gaudi

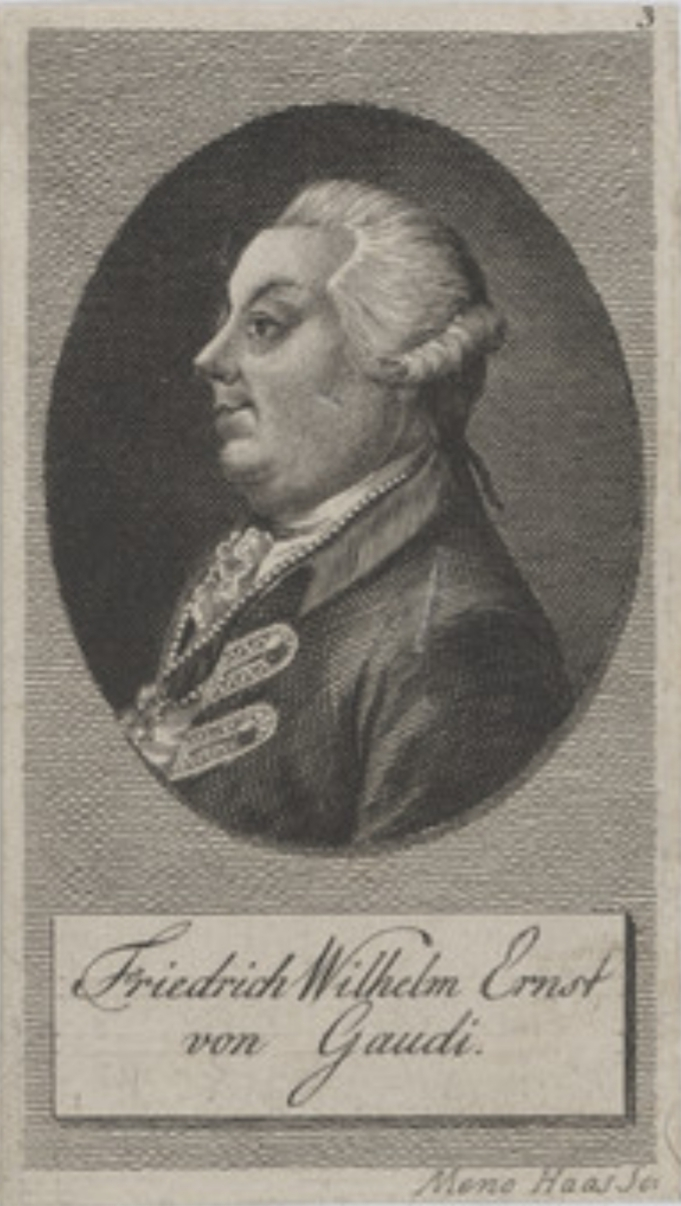
Friedrich Wilhelm Ernst von Gaudi

Friedrich Wilhelm Ernst Freiherr von Gaudi (Gaudy) (* 23. August 1725 in Spandau; † 13. Dezember 1788 in Wesel) war ein preußischer Generalleutnant.

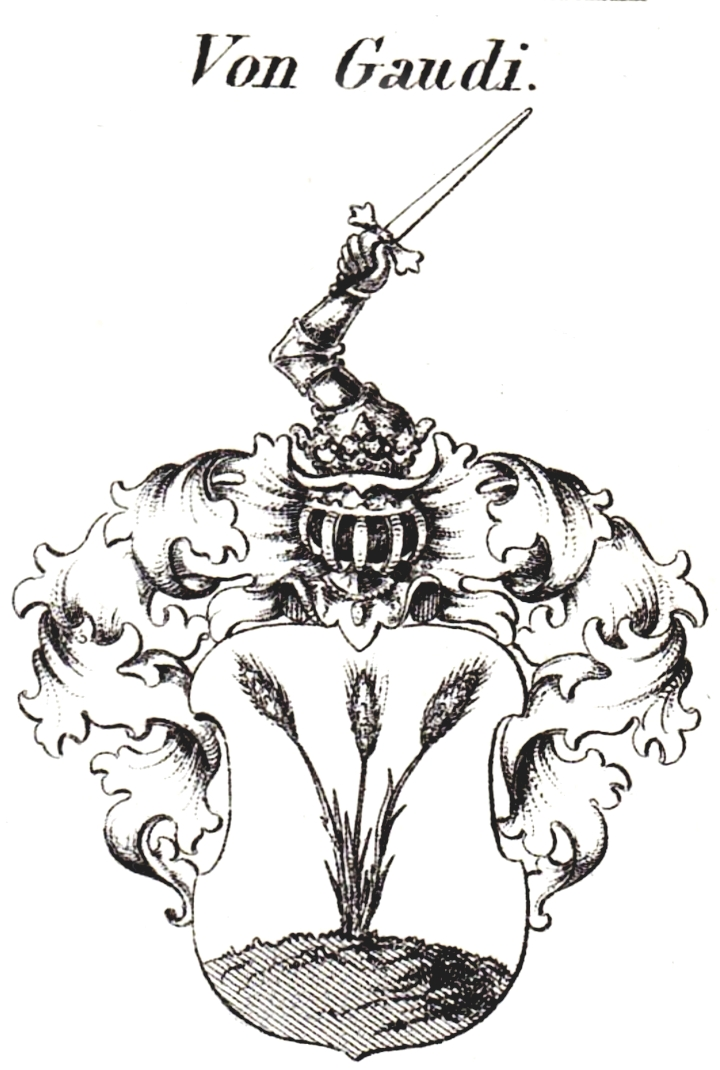
Wappen derer von Gaudi

## Leben

### Herkunft
Gaudi entstammte einem adligen, ursprünglich schottischen Geschlecht, das mehr als 100 Jahre den brandenburgischen Fürsten gute Dienste leistete. Er war ein Sohn des preußischen Oberst Andreas Erhard von Gaudi († 1745), der im Gefecht bei Habelschwerdt fiel, und dessen Ehefrau Maria Elisabeth, geborene von Grävenitz. Sein Bruder Carl Friedrich Ludwig von Gaudi war der Direktor der Kriegs- und Domänenkammer in Bromberg und sein Bruder Leopold Otto von Gaudi war Chef des Departements für Ost- und Westpreußen.

### Werdegang
Er studierte zunächst in Königsberg und trat 1744 in das Infanterieregiment des Prinzen Heinrich von Preußen ein. Gaudi nahm während des Zweiten Schlesischen Krieges an der Belagerung von Prag teil und machte den Rückzug nach Schlesien mit. Danach war er zur Werbung von Soldaten eingeteilt. 1750 wurde er Sekondeleutnant und avancierte bis 1756 zum Kapitän und Flügeladjutanten von König Friedrich dem Großen. Als solcher machte im Siebenjährigen Krieg die Schlachten bei Prag, Kolin, Roßbach und Leuthen mit. Im Verlauf des Krieges wurde er Zieten und Hülsen als Chef des Stabes und Rat in höheren militärischen Angelegenheiten beigegeben. 1760 konnte Gaudi sich bei Liegnitz (Strehlen) bewähren, wurde dafür mit dem Orden Pour le Mérite ausgezeichnet und zum Major befördert. Am 1. März 1763 wurde er Kommandeur eines Füsilierregiments in Wesel. 1767 wurde er Oberstleutnant und 1770 Kommandeur des Infanterieregiments „Hessen-Kassel“. 1771 wurde er zum Oberst befördert. Am 19. Juni 1779 wurde er zum Generalmajor und Regimentschef des Infanterieregiments „von Brietzke“ ernannt.
1778 sollte er am bayrischen Erbfolgekrieg teilnehmen, stürzte aber bei Hildesheim mit dem Pferd und brach sich ein Bein. 1785 wurde er Inspekteur der Regimenter in Westfalen, am 20. Mai 1787 zum Generalleutnant befördert sowie im Juni zum Gouverneur der Zitadelle Wesel ernannt. Am 13. September 1787 kommandierte er eine Einheit von Preußen, die in die Niederlande geschickt wurde, um dortige Unruhen zu bekämpfen. Gaudi konnte seine Aufgabe ohne viel Blutvergießen lösen.
Ein von Gaudi während des Krieges geführtes Tagebuch, das als Manuskript im Kriegsarchiv des Generalstabs aufbewahrt wurde, kann nicht als maßgebende Quelle gelten, auch wenn sie früher viel benutzt wurde. Gaudi erscheint darin mitunter einseitig, nachdem er in gewisse Gegensätze zum König getreten war.
Friedrich Wilhelm von Gaudi starb am 13. Dezember 1788 als Gouverneur der Zitadelle Wesel.

### Familie
Er war seit 1763 mit Wilhelmine Sophia Charlotte von Hake (1735–1815) aus dem Hause Groß-Kreutz verheiratet. Sie war die Witwe des Majors Wilhelm Ernst von Buddenbrock. Das Paar hatte eine Tochter: Wilhelmine Sophie Elisabeth (1765–1840), die sich am 23. August 1781 mit Clemens-August von Wedel (1754–1825) nach Ostfriesland verheiratete.

## Veröffentlichungen
- Versuch einer Anweisung für Officiere von der Infanterie, wie Feldschanzen angelegt und erbauet … werden können. Röder, Wesel 1767. – Zuletzt 6. Aufl. Leipzig 1827